# لويس فافر (صحفي)
لويس فافر (بالإسبانية: Luis Favre؛ بالبرتغالية: Luis Favre) هو صحفي أرجنتيني وبرازيلي، ولد في 1949 في بوينس آيرس في الأرجنتين.